# Comuna Marmuliivka, Volodarka
Marmuliivka (în ucraineană Мармуліївка) este o comună în raionul Volodarka, regiunea Kiev, Ucraina, formată din satele Klenove și Marmuliivka (reședința).

## Demografie
Componența lingvistică a comunei Marmuliivka
     Ucraineană (98,9%)
     Rusă (1,1%)
Conform recensământului din 2001, majoritatea populației comunei Marmuliivka era vorbitoare de ucraineană (98,9%), existând în minoritate și vorbitori de rusă (1,1%).